# Белорусский крестьянский двор

## Крестьянский двор
В белорусской деревне преобладали три вида усадеб: веночная, погонная и двор с несвязанными постройками. При позднейшем дроблении семей дворов стало значительно больше. А вообще малодворность была характерной для белорусской деревни до конца XIX в.
Крестьянские усадьбы были достаточно широкими, в среднем метров по 60-70. Размер усадьбы (включая сад и огород) зависел от размеров участка: от половины гектара до двух. Сады были небольшими: около 10 яблонь, 5-6 грушевых деревьев, нескольких кустов смородины, крыжовника. За садом не ухаживали, он рос сам по себе.
Богатый крестьянский двор состоял из жилого дома — хаты, клети, хлева, конюшни, гумна, сеновала, адрыны, бани. Но таких дворов было немного. К началу XX в. ослабла патриархальность семьи, авторитет старшего стал не таким непререкаемым. Появились семьи из двух поколений. У иной семьи было до десяти коней, трёх коров, двадцати овец, пяти свиней, множество кур, гусей. У большинства же одна лошадь, корова, две овцы, свинья, несколько кур.
Крестьянский двор делился на две части: по одну сторону дома располагался чистый двор, по другую — скотный с хлевами. Но всегда дом ставился к улице. Таким образом, крестьянский двор состоял из отдельных построек, приставленных друг к другу или расположенных на некотором расстоянии. Подобная группировка образовывала своеобразную живописную композицию, архитектурный ансамбль, отдельные части которого были тесно связаны между собой. Неподалёку от хаты часто копали погреб, где хранился картофель, квашеная капуста, лук. В некоторых местах Белоруссии погреб делали в сенях. В углу двора стояло гумно (клуня, рыга) — срубная постройка для сушки снопов и молотьбы. Молотили железными цепами. Гумно обычно стояло в углу двора. Бревна в нём были подогнаны неплотно, чтобы «ходил воздух». Крутая четырёхскатная соломенная крыша спускалась низко. Посредине гумна — глинобитный ток для молотьбы цепом, по обе стороны тока засеки, где складывали снопы и сено. В Полесье гумно называют клуней.
Сушня (евня) предназначалась для сушки зерна в снопах: делалась она непосредственно посреди гумна или рядом с ним. Она обычно имела два яруса. На нижнем была печь-каменка, на верхнем расставлялись необмолоченные снопы.
Стояла на крестьянском дворе истопка (варывня) — срубная постройка, где хранили зимой картофель, овощи, готовили корм скоту. Здесь стояли бочки с квашеной капустой и огурцами, кувшины с молоком. Обогревали её печкой-каменкой или «жаром»: посредине был очаг-жаровня, куда сыпали горячий уголь. Истопку пристраивали к сеням или ставили напротив хаты.
Ни один крестьянский двор не обходился без хлева. От того, какой скот там держали, хлев называли то коровником, то свинарником. Вся живность — коровы, свинья, телята — зимовали в хлеву, там же или около него складывали хозяйственный инвентарь: сохи, колеса, цепы, бороны, грабли, лопаты. Это была деревянная постройка с соломенной крышей. Навоз, который накапливался там зимой, оставался в этом же помещении, что и животные. Он берег животных от холода, потому что брожение навоза выделяло тепло. Весной навоз вывозили на поля. Корова, кони были как бы частью семьи крестьянина. Поэтому о хлеве в народе создавались и пословицы, и поверья. Коровам, гусям, уткам, курам, свиньям и собакам нужно было давать корм, подстилать в хлев и птичник сменной соломы, наливать воду в поилки. Для водопоя каждой скотине полагалась отдельная посуда.
Лошади были, конечно, рабочие, выносливые. На их стать внимания не обращали. Их задача — пахать, возить, а не галопировать. В семье держали, в зависимости от достатка, от трёх до шести кобыл. Кормили их сеном, клевером, реже овсом. Свиней в крестьянском белорусском хозяйстве держат и сейчас. Белорусская крестьянская семья без кабана немыслима. А раньше их держали с десяток. Это и сало, и мясо, и колбасы, и жир. Двухлетнего кабана начинали откармливать летом, давая ему рубленые сорняки с овсяной мукой и мятым картофелем. К осени его кормили опять же мятым картофелем с овсяной мукой и молочной сывороткой. Кабан стремительно набирал вес. Последние две недели его угощали деликатесом — пареной рожью. Весил кабан уже более 10 пудов. В конце октября-ноябре его забивали. Коров в хозяйстве было 5-6, не считая телят. Молоко считалось едва ли не главным продуктом на крестьянском столе. Летом коровы паслись, зимой же их кормили смесью житной и овсяной соломы с сеном и мякиной с варёным картофелем. Летом от коров получали 4-5 литров молока, осенью 2-3 литра. Овец держали штук 5. В отличие от Кавказа, они в пищу не шли, потреблялась их шерсть, из которой пряли сукно. Зимой их кормили картофелем, сеном. Коз в белорусском хозяйстве не было, их считали нечистыми. Держали кур.
В каждом дворе был колодец глубиной в 5-6 метров. Колодезные срубы делались из дуба, ольхи или лиственницы. Воду доставали журавлём. Баня была далеко не в каждом крестьянском дворе. В прошлом баню делали из тонких брёвен с двухскатной крышей и двумя окошками в стене. Потолок из жердей, горбылей. Вдоль стены лавки, у печи полок. Печь-каменка, с камнями наверху для пара, была без дымохода. С начала XX в. баню уже делают с дымовой трубой, в печь вмуровывают котлы для воды. К бане обычно пристраивали предбанник (прымыльник).
Сено для скота обычно хранили в абароге: подвижной, крытой соломой или дранкой кровелькой на четырёх высоких столбах. Иногда снизу абарог ограждали. Такая конструкция спасала сено от мышей и сырости. Для хранения необмолоченного хлеба, соломы и инвентаря предназначалась адрына, которую обычно ставили при гумне; в некоторых районах Беларуси адрыну называли пуней. Для сушки снопов, сена, картофельной ботвы делали азярод: сооружение на солнце из столбов и горизонтальных жердей. Бревна, дрова, доски, щепки, обрубки складывали в стороне от построек, перекладывали планками для проветривания, накрывали перед дождями и на зиму.
У зажиточного белоруса или шляхтича мог быть возок: лёгкие выездные сани. Полозья у них были загнуты, с оковкой, кузов с сиденьем — решетчатый, обшит досками.

## Хата
Слово хата встречается в большинстве славянских языков: украинском, белорусском, русском, польском, чешском и словацком. В русском языке употребление этого слова, означало плохую избу. Само слово неоднократно вызывало вопрос о его происхождении. Некоторые учёные связывают его со словом ята, встречающимся в некоторых славянских языках в смысле клети, кладовой.
Как тип жилища хата исторически развилась из землянки (полуземлянки). На Беларуси с I—II вв. известно однокамерное жилище с печью без дымохода (курная хата) и узкими окошками с засовами. С XIX в. курная хата начала вытесняться так называемой белой хатой (печь с дымоходом), а однокамерная планировка двухкамерной и трёхкамерной.
Закладка хаты зачастую обставлена некоторой торжественностью, таинственностью, и до сих пор не лишена суеверий. Ранее, сооружая жилой дом, белорусский крестьянин неосознанно чувствовал, что над ним властвует сила, во власти которой находится все его благополучие, его жизнь. Сила эта требует жертв, заклинаний. И вот в Гродненской губернии под наружные углы стоящегося дома закладываются монеты, в Минском уезде закладывание монет производится в «правом крае», то есть в красном углу; вместе с монетами кладётся кусок хлеба, а у более богатых бутылочка с «живным серебром», то есть с ртутью; причём закладка делается с некоторой торжественностью, в присутствии гостей, вечером первого дня постройки. Интересно отметить, что этот и ему подобные обряды предшествовали церковному освящению, к которому прибегали не ранее, как по окончании постройки.
В Слуцком уезде перед постройкой часто совещались с гадалкой, определяющей удобное для строительства время. В некоторых местностях Беларуси при укладке первого венца, в зарубке между брёвнами клали травы, собранные накануне Ивана Купалы и освящённые в этот день. После сбивки венца хозяйка вносила стол и ставила его на середину венца; на столе расставлялась закуска, приглашались работники. Священник призывался уже после окончания строительства.
В некоторых местах не переходили в новый дом, пока не пустят в него на ночь петуха. В Минской губернии петуха привязывали в красном углу, с этим связывали надежду на богатство. Очень часто переход в новую хату обставлялся так: из старой хаты брали горшок с углями и несли его в новую хату. Хату не ставили в углу дорог, на месте, где раньше была баня, такие места считались погаными. Обычно крестьянская хата выходила своей узкой стороной на улицу. С этой стороны, без различия количества в ней окон, никогда не помещалась входная дверь. Она всегда находилась в длинной стороне хаты и глядела во двор.
Основной материал для постройки крестьянской хаты, конечно, дерево. По статистике 70-х гг. XIX века в шести белорусских губерниях из 890 102 крестьянских домов оказалось лишь 166 каменных и 412 глиняных. Строили дом из сосны, ели. В некоторых местах из сосны делалась нижняя половина дом, а верхняя из ели. Если рядом с деревней не было соснового и елового леса, брали осину, изредка ольху. Общим правилом было то, что хозяйственные постройки сооружались из более худшего материала, чем жилой дом. Если последний принадлежал зажиточному крестьянину, рассчитывающему на прочность постройки, то нижние бревна могли быть дубовыми. Строительный лес готовили на исходе зимы или ранней весной, когда соки ещё не набрали силу. Потом с них снимали кору и обтёсывали со всех сторон. Нижние бревна, выдерживающие тяжесть всего дома являлись простейшим фундаментом и назывались падруба. Они лежали непосредственно на земле, были подвержены сырости, и забота крестьянина об их особой прочности понятна. Фундаментом являлись и толстые колоды, врываемые на три четверти в землю. Такие колоды в разных местностях назывались по-разному: штемпалы, стулы, шкандары, шкандарты. Дальнейшее развитие фундамента заключалось в том, что под падрубы, обычно под четыре угла, подкладывались большие камни, выполняющие роль фундамента, в значительной степени освобождая падрубы от вредных воздействий почвы. Реже делали цельный каменный фундамент. При этом камень либо складывался без цемента, либо спаивался глиной, известью. Для этого брались неотёсанные булыжники. Если каменный фундамент из глины или извести, то он был очень низок. Каменный фундамент называли падмурок, а в некоторых местах, например, в Пружанском уезде, и хундамент.
Непременная принадлежность белорусской хаты — завалинка, или по-белорусски призьба. Её назначение — оградить жилой дом от холода и сырости. Обычно это — насыпь вокруг хаты, высотой 30-40 см, удерживаемая досками и вбитыми в землю кольями. Стенки клали из обтёсанных от коры или обтёсанных брёвен, иногда из дылей — брёвен, расщеплённых на 2-4 плахи.
До XIX века белорусы строили хату «в шулы»: применяя вертикальные бревна с пазами. Способы рубки углов: в простой угол («в чашу», «в простой замок»), чистый угол («в лапу», «в каню»). Второй вариант практиковался с XX в. Крышу (бел. страху, дах) обычно делали двускатную, закотом, на стояках, в XIX в. на стропилах. Закот — старая конструкция крестьянской хаты, когда бревна торцевой стены на уровне верхнего венца сруба постепенно укорачивались, приобретая вид ступенчатого треугольника. На выступы клали жерди-латы, служившие основой крыши. Иногда верх крыши украшали коньком — резной птицей, сдвоенными головами коней. Крыли хату соломой, камышом, дранкой, еловым гонтом, черепицей, с XX в. появляется жесть. Солома бралась только обмолоченная, крупная и ржаная. Слой соломы, толщиной примерно в 15 см, разворачивался по крыше и прижимался длинной рейкой. Потом рейку привязывали соломенным жгутом к стропилам. Треугольник из жердей удерживал солому от ветра. За соломенной крышей нужно было следить особенно, присматривать за её сохранностью, укладкой, вовремя чинить, заполнять проплешины.
Порог (бел. ганак) в хате высокий, а двери низкие — чтобы тепло зря не уходило. Двери были одностворчатые, на железных засовах. До конца XIX века пол в хате был земляной или глинобитный («ток»), который заменил деревянный пол на лагах из струганных досок. В хозяйственных помещениях пол глинобитный был долго. Делали его так: на разровненную землю сыпали сырую глину и начинали били по ней острыми концами деревянных молотков, а я ямки сглаживались тупыми концами. Делалось это неоднократно. Потом песок трамбовали колодой, а позже бельевым вальком. Пол становился как бетон. В курных хатах потолок делали сводчатый из брёвен, позднее плоский из досок (сначала на продольной толстой балке, затем на поперечных балках и комбинированный). Настилался он из обтёсанных досок, обмазывался глиной и засыпался мхом, листьями песком или землёй. Утепляли хату, конопатя мхом. Со временем хаты шалевались. Никто, в отличие от Украины, ничего на хате не рисовал.
Особой остановкой или убранством белорусская хата, конечно же, не отличалась. В ней были стол, обычно на козлах, услон, зэдлик, топчан, сундуки или лари для хранения одежды и прочего, колыбель, лавы, полки, полати, разборные кресна. Каждая вещь имела своё место, определённое вековыми традициями. Услон представлял собой небольшую переносную лавку из толстой доски на ножках, часто из расколотого куска дерева с четырьмя ровно подпиленными сучьями, они и были ножками. Зэдлик — это разновидность скамейки из корневища или комля дерева с 3-4 ответвлениями-ножками и круглым или квадратным сиденьем. Топчан известен и в России. Это широкая деревянная скамейка на ножках или козлах, на которой сидели или спали. Колыбель (люлька) на верёвке подвешивали к потолку. В ней спал ребёнок. Плели люльку из лозовых прутьев, ракиты или делали из досок, реек. В конце XIX в. появилась люлька на ножках с дугообразными брусками. Массивная длинная широкая доска, укреплённая на колодках или ножках, называлась лавой. В хате были обычно две неподвижные лавы вдоль стен, сходившиеся в красном углу. Там часто стояла дежа с хлебом. Со второй половины XIX в. появилась канапа — широкое деревянное сиденье длиной до двух метров, на четырёх ножках, с подлокотниками и спинкой, часто украшенными резьбой. Канапу с сиденьем-сундуком, куда складывали вещи, называли шлебаном.
Для посуды служила полка — прикреплённая к стене доска с боковой стенкой, иногда в несколько ярусов вдоль стены от угла к дверям. В Полесье её называли коником (боковые стенки выпиливали в виде конской головы).
Полати многим известны по русскому быту. Это настил из досок, на котором спали. Крепились они возле печи на уровне лежанки на прибитой к стене хаты горизонтальной рейке и к двум подвешенным к балке планкам. Старики любили спать на печи. Молодоженам летом отводили камору, а летом полок или сеновал.
Большинство семей жили в хате с одной комнатой, с пристроенными сенями. Только примерно в 1930-е гг. положение стало меняться. Вот что вспоминает крестьянка тех лет:
«У нас в семье было три брата и я, одна девушка. В новой комнате была кровать, на которой я спала. Я сама её утром застилала покрывалом. В будние дни — нарядным, клетчатым, в праздничные цветастым. Подушки были круглые, наволочки полотняные, белые, украшенные вышивкой. В старой, или как её ещё называли, задней комнате, спали все остальные. Братья — на лавах. Родители — на полатях».
Войдя в белорусскую хату XIX в., сразу слева или справа можно было увидеть глиняную курную печь без трубы. Такая печь не имела дымохода, и когда её зажигали, то дым шёл прямо в хату. Нужно было открывать дверь, чтобы не угореть. Но вместе с дымом уходило и тепло, поэтому некоторые хозяева в стене, отделявшей хату от сеней, проделывали дыру. Иногда дыра была в потолке, её закрывали мешковиной. Хаты с «белыми» печами, то есть с дымоходом, стали повсеместно ладить в начале XX в.
Печь клали на оплечье — кирпичном фундаменте (ему предшествовало основание глинобитное, срубное и на кряжах — «штандарах»). Пространство внутри оплечья называется подпечком; там держали зимой кур. Щелеообразное углубление под подпечком — подшесток — служило для кухонной утвари. Опечье покрывали плашками, сверху клали пласт глины с песком и камнем и выстилали под из обожжённого кирпича. Передняя часть пода (от края до устья — «чалесники») — шесток; сбоку на шестке печурка («ямка»), куда сгребали жар. Сводчатую внутреннюю часть печи («нёбо») складывали по деревянной опалубке («кобылам»). Верхняя часть печи — ровная глинобитная площадка (лежанка, «чарень»), на которой отдыхали, сушили одежду, зерно, и дымовая труба. Для сохранения тепла устье печи закрывали заслонкой, а дымоход перекрывали заслонкой (вьюшкой), служившей также регулятором тяги. Нередко с печью общим дымоходом соединялась грубка: небольшая четырёхугольная печка для отопления, которую клали из обожжённого кирпича (раньше из сырца), поверхность обмазывали глиной, белили или покрывали кафелем. Чтобы грубка лучше нагревалась, дымоход делают с поворотами. Сначала грубка имела общий дымоход с печью, позднее —отдельный. Под потолком у печи на жёрдочке сушились вещи. С конца XIX в. на Беларуси распространилась печь со встроенными в шесток плитами. Современная печь — меньших размеров, из обожжённого кирпича, обмазанная глиной или облицованная кафелем. У печи издавна, да и теперь тоже, стоят кочерга, ухват, чепела (ухват для сковороды). Напротив печи, по другую сторону входа, стояла кадушка с водой и деревянным ковшом и рядом на лаве — деревянные ведра, ведро для дойки (доенка), круглое корыто и пр. Под лавой — бадья для помоев. На гвозде у входа висела верхняя одежда — по сезону.
Деревенская хата освещалась плохо. Вместо полноценных окон долгое время на Беларуси просекали в стене дыры, примерно 35х35, в которых вместо стекла был бычий пузырь. Зимой эти дыры просто затыкали тряпкой или закрывали ставней. На исходе крепостного права встречались хаты, где окон вообще не было. Исчезли они совсем только к началу XX в. Тогда уже не могла встретиться хата с бычьим пузырём вместо окон. Окна стали стеклянными, впрочем, совсем небольшими, и хата с сумерками освещалась лучником — вертикально вставленной в подставку (крестовину, полено, колодку) палочку с расщеплённым концом или с особым железным приспособлением для крепления лучины. Известен и подвесной лучник — из дымохода, капора и металлической решётки, на которой жгли лучину. Под лучник ставили посудину с водой для углей.
В красном углу — по диагонали от печи — висела икона, убранная вышитыми красными рушниками. В традиционном жилище красный угол (покуть), противоположный печному, служил как бы домашним алтарём. В этом месте совершались ритуальные действия обрядов календарных и жизненного цикла. Здесь, на полочке под иконой, хранили атрибуты этих обрядов. Под божницу в углу помешали последний дожинальный сноп, принесённый с поля, свадебный каравай, «бабину кашу» — ритуальную пищу из зерна, приготовлявшуюся во время родинных обрядов. У иконы хранили пасхальные крашенные яйца, просвирки, ветки вербы, освящённые в Вербное воскресенье, за неделю до Пасхи, свечи. Накануне больших праздников, и особенно, перед Пасхой божницу и иконы мыли, снимали прошлогоднее убранство, обновляя его, а перед Троицей красный угол украшали свежими ветками. Стол обычно застилали вышитой скатертью. Часто на нём лежал хлеб, покрытый рушником.
Неотъемлемой вещью каждой хаты были кросны — станок для домашнего ткачества. Он включал в себя «ставы» — деревянный каркас, на котором собирают важнейшие узлы станка; «навои» — два деревянных вала, на один из которых навивают нити основы, а на другой наматывают полотно; «ниты», — надетые рядами два параллельных прутка (верхний и нижний) нитяные петли, сквозь которые протягивают нити основы (от количества нитов зависит узор ткани); «бёрда» — приспособление для прибивания уточной нити, состоящее из тонких узких пластинок наподобие гребешка с двумя спинками и вкладывающееся в «набилицы». Поножи, колесца, чепёлки — рычаги для приведения в движение нитов. При нажатии на поножи, привязанные к ним ниты расходятся и образуют в основе зев, через который пробрасывают челнок с навитым на цевку утком. При завершении ткачества (чтобы полнее использовать основу) употребляют «стыкальник» — деревянный брусок с привязанными на концах верёвками. Концы основы крепят к стыкальнику, а его — верёвками к навою. Зимой хата превращалась в маленькую мастерскую, ведь летних ежедневных работ уже не было, оставалось только глядеть за скотиной. Поэтому здесь и ткали холсты, и, при свете лучины или каганца, шили одежду, вышивали, вязали.
Но встречались в белорусской деревне хаты и получше. И не только у помещиков. Белорусский классик Якуб Колас в одном из своих романов описывает быт сельского писаря: «Просторная и светлая зала убрана чистенько и аккуратно на мещанский лад. Столы и столики были застланы чистыми скатертями. Кресла стояли в порядке. На стенах висели красивые рисунки в рамочках. По углам залы стояли круглые столики под белым кружевом: на столиках лежали альбомы для фотографий…».
В начале XX в. практически во всех крестьянских хатах был деревянный пол. Кроме лав появились табуреты, стулья. Исчезали полати, появлялись кровати, кухонные шкафчики. Снаружи перед входной дверью стали пристраивать крыльцо, веранду. Со второй пол. XIX в. преобладало открытое крыльцо: помост с 1- или 2-скатной крышей на двух или четырёх опорных столбиках. Позже стало чаще встречаться полузакрытое крыльцо. Английским словом веранда называлась лёгкая пристройка вдоль стены хаты со стороны входных дверей. Нижняя часть каркаса веранды обшивается досками или выкладывается кирпичом, верхняя — застеклённая. Появилась веранда в конце XIX в. сначала в зажиточных усадьбах.
К началу второго десятилетия XX в. типичная белорусская хата выглядела так: жилая половина, бывшая одновременно и кухней, «чистая» половина", сени и кладовка. «Чистая» половина, как правило, была пристроена позже. Там стояли стол и лавы, у наиболее зажиточных в XX в. — никелированная кровать с покрывалом и пышными подушками. Там ночевал гость, — впрочем, они бывали нечасто. Там же стоял сундук с дочерним приданым, комод.
Сени служили для утепления жилья, там лежали кой-какие хозяйственные мелочи.
Из сеней дверь вела в клеть-кладовку, где хранилось зерно, продукты, одежда. Клеть делалась из тонких брёвен, без окон. Крышу делали закотом. Стлали пол, отгораживали закрома для ржи, овса, ячменя; на жердях развешивали кожухи, овчины. Здесь же стояли скрыни — большие дощатые или плетёные ящики для картофеля и овощей, бочонки с салом, квасом. Под потолком подвешивались колбасы, куски копчёного мяса — кумпяки. Зачастую здесь же стоял сундук с железными ручками, где хранились ткани, разная одежда. Иногда встречался и топчан, где летом спали молодые члены семьи.
Хозяйство белорусского крестьянина не могло обойтись без необходимых бытовых вещей. Теперь они в деревнях практически не встречаются, заменены на современные, магазинные. Многие предметы домашнего обихода делались самими крестьянами или покупались на рынках у ремесленников. Это прежде всего посуда, создаваемая частично из дерева, частично из глины, орудия труда и другие изделия, необходимые в хозяйстве. Среди этих предметов часто встречались художественные изделия.
Повсеместное распространение в Беларуси в XIX в. получили сундуки (куфры, скрыни) для складывания белья. Важную роль сундук играл в свадебном обряде. Ещё задолго до свадьбы девушка приобретала себе сундук и собирала в нём своё приданое: постилки, полотенца, скатерти, сорочки, андараки и другие домашние изделия. Во время свадьбы при переезде невесты в дом жениха сундук с восседаемым на нём шафером торжественно перевозился в качестве приданого вслед за новобрачными. Естественно, что на украшение сундука обращалось большое внимание. Как правило, его крышка, лицевая и торцовые стороны расписывались растительным или геометрическим орнаментом.
Без баклаги — двудонного бочонка, в котором носили воду, в хозяйстве не обходились. Белорусы делали их из дубовых или еловых клепок (их длина в 1,5-2 раза меньше диаметра дна). В одной из клепок было отверстие с затычкой. Баклага обычно висела в хате на гвозде. Еду во время жатвы или сенокоса носили в спарышах — глиняной посуде из двух либо трёх горшков с крышками, скреплённых ручкой. Барилка — двудонная бочка на 5-10 литров. В ней обычно носили воду на сенокос. Зачастую в ней держали брагу, самогон. Делали барилку из дубовых или еловых клепок, более длинных, чем диаметр дна. Посредине одной клёпки было отверстие с затычкой. Кадка для готовки хлебного теста звалась дежей. Сверху она была немного сужена, её высота равна диаметру крышки, сделанной из досок, скреплённых лубяным обручем. Блинное тесто растворяли в небольших дежах. Выпуклый сосуд с узким горлом, плоским дном, с одним или двумя ушками, и в Белоруссии, и на Украине называется гляк. Одни были совсем маленькими, другие доходили до 10 литров. В гляке носили воду в поле, настаивали лекарственные травы, хранили растительное масло. Немного отличался от гляка жбан — высокий сосуд с выпуклыми боками, несколько суженым горлышком, с носиком и ручкой. В жбан входило от полулитра до восьми литров жидкости. Пражельник служил в хозяйстве для печения, сушки грибов и ягод. Это было гончарное изделие, похожее на сковороду, с плоским дном и невысокими краями. Широкая кадка, высотой до метра, на трёх ножках, с отверстием в днище, которое закрывалось деревянной пробкой, называлась жлукта. В ней замачивали (жлуктили) и стирали белье. Ещё была кадка, которая называлась кадолбь — выдолбленная из липы или ольхи. В ней держали зерно, крупу, муку. В больших ночвах-корытах секли капусту, мясо на колбасы, стирали, купали детей, в меньших (опалушках) провеивали зерно, в маленьких (толчанках) толкли для приправы сало, мак. Деревянный сосуд с ручкой для воды или кваса назывался карец. Макотёр был схож с глубокой миской. Предназначался он для растирания пестиком льняного или конопляного семени, варёного картофеля и пр. Внутреннюю поверхность макотёра делали шершавой, на ней наносили насечки или в глину подмешивали мелкий гравий.
Маслобойка широко была известна и в России, и на Украине. Это обычно высокий, суженый кверху бочонок, в крышке отверстие для колотовки (била), к нижнему концу которой (ударная часть) крепили кружок с отверстиями или крестовину. Доёнка (подойник), как видно по названию, служила для молока и вмещала 8-10 литров. Одна удлинённая клёпка была в ней ручкой; в противоположной клёпке делали литок. Для стирки служила балея: широкая низкая лохань, иногда с ушками. Хозяйство белоруса не обходилось без такого простого домашнего предмета, как валёк, известного с XI в.: плоского деревянного бруска с ручкой, которым колотили белье при стирке. Им же обмолачивали лён, просо.
Кубел делался из дерева, в нём хранили одежду и полотно. В небольших кубелах — кубельчиках — держали сало и мясо. Кубел накрывался крышкой, прижимавшейся засовом, продетым сквозь ушки в двух выступающих противоположных клепках. Был специальный кубел и для невестиного приданого, потом его перевозили в дом жениха. Впоследствии кубел заменился сундуком, и вовсе исчез из белорусского обихода.
Долго в Беларуси пользовались безменом: ручными рычажными весами с металлическим или деревянным стержнем с гирей на одном конце и крючком или чашей на для удержания груза на другом. На стержне находилась шкала отсчёта и подвижная опора — обойма или проволочная петля.